# Chaetonotus vellosus
Chaetonotus vellosus är en djurart som tillhör fylumet bukhårsdjur, och som beskrevs av Martin 1990. Chaetonotus vellosus ingår i släktet Chaetonotus och familjen Chaetonotidae. Inga underarter finns listade i Catalogue of Life.